# Ambulyx sericeipennis
Espèce
Ambulyx sericeipennis est une espèce de lépidoptères de la famille des Sphingidae, sous-famille des Smerinthinae, tribu des Ambulycini, et du genre Ambulyx.

## Description
- L'envergure varie de 95 à 124 mm. L'espèce est très proche d’Ambulyx maculifera, mais plus grise et la bande submarginale de la face supérieure de l'aile antérieure s'étend aux marges costales et anales.

## Distribution et habitat
Distribution
L'espèce est connue dans le Nord du Pakistan et dans le Nord de l'Inde, au Népal, au Sikkim, au Bhoutan, en Birmanie, en Thaïlande, au Laos, au Cambodge, au Vietnam, dans le centre et dans le Sud de la Chine et à Taiwan.

## Biologie
Les chenilles se nourrissent de Juglans regia, Engelhardia spicata, Myrica nagi et d'espèces des genres Elaeocarpus, Quercus et Rhus.

## Systématique
- L'espèce Ambulyx sericeipennis a été décrite par l'entomologiste britannique Arthur Gardiner Butler en 1875[1].

### Synonymie
- Ambulyx okurai (Okano, 1959)
- Oxyambulyx amaculata Meng, 1989[2]
- Oxyambulyx sericeipennis brunnea (Mell, 1922)
- Oxyambulyx sericeipennis reducta (Mell, 1922)
- Oxyambulyx sericeipennis joiceyi Clark, 1923
- Oxyambulyx sericeipennis luzoni Clark, 1924
- Oxyambulyx sericeipennis agana Jordan, 1929 [3]
- Oxyambulyx sericeipennis javanica Clark, 1930

### Taxonomie
Liste des sous-espèces
- Ambulyx sericeipennis sericeipennis
- Ambulyx sericeipennis javanica (Clark, 1930) (Java)
- Ambulyx sericeipennis joiceyi (Clark 1923) (Malaisie, Borneo, Sumatra, Vietnam et Laos)
- Ambulyx sericeipennis luzoni (Clark, 1924) (Luzon)
- Ambulyx sericeipennis okurai (Okano, 1959) (Taiwan)
- Ambulyx sericeipennis palawanica Brechlin, 2009 (Palawan)
- Ambulyx sericeipennis tobii Inoue, 1976 [4]

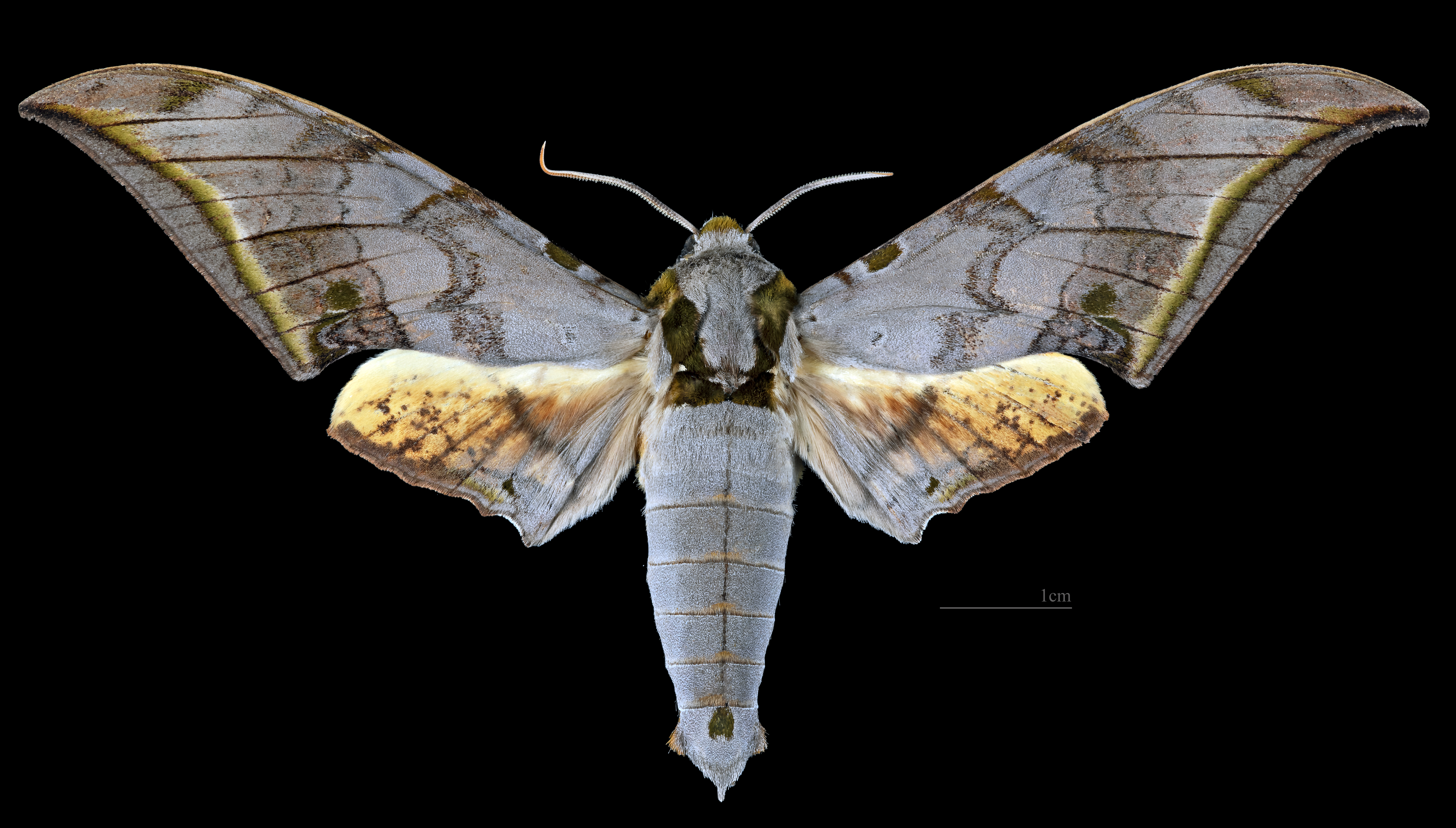
Ambulyx sericeipennis joiceyi mâle, avers
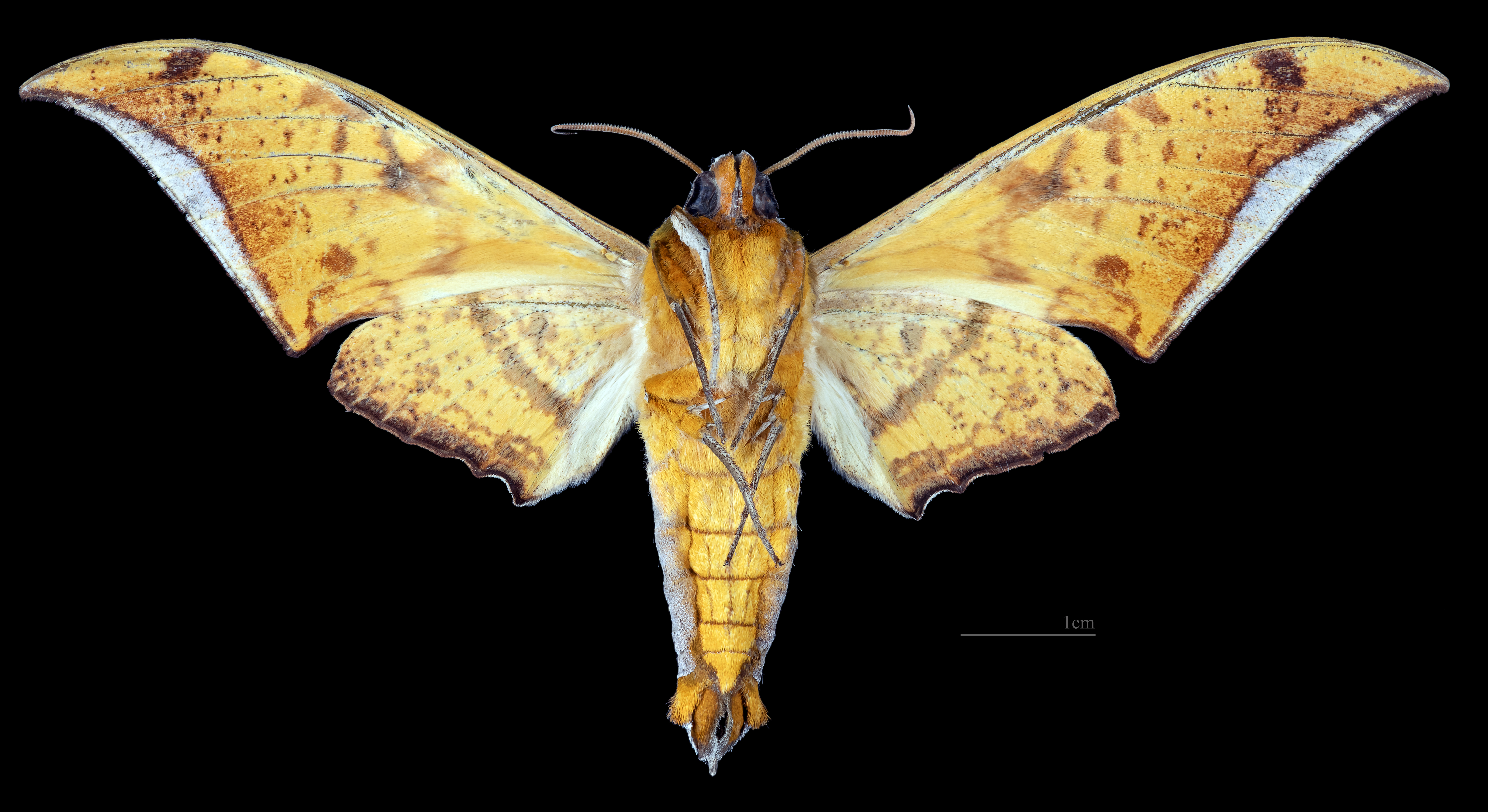
Ambulyx sericeipennis joiceyi mâle, revers
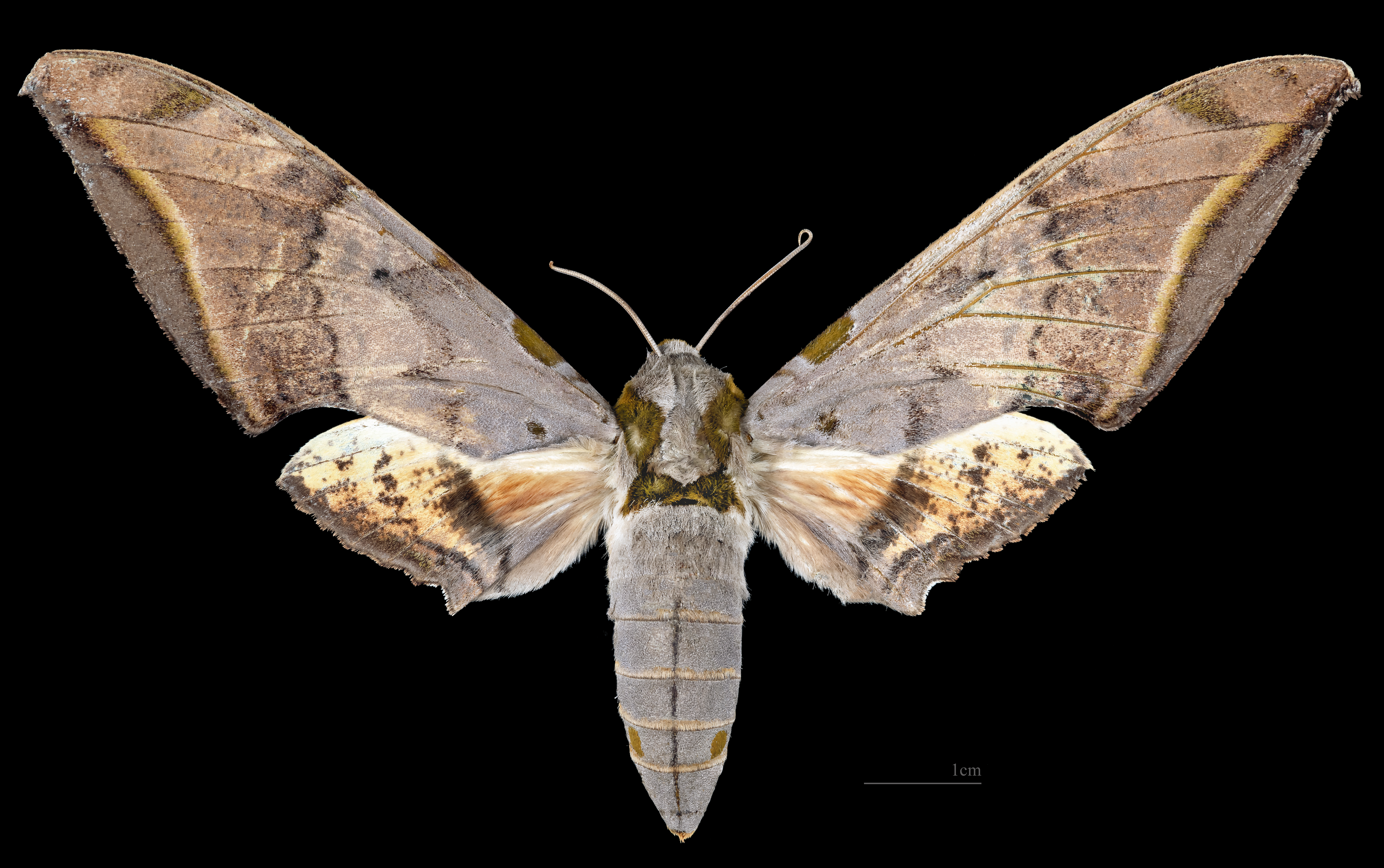
Ambulyx sericeipennis joiceyi femelle, avers
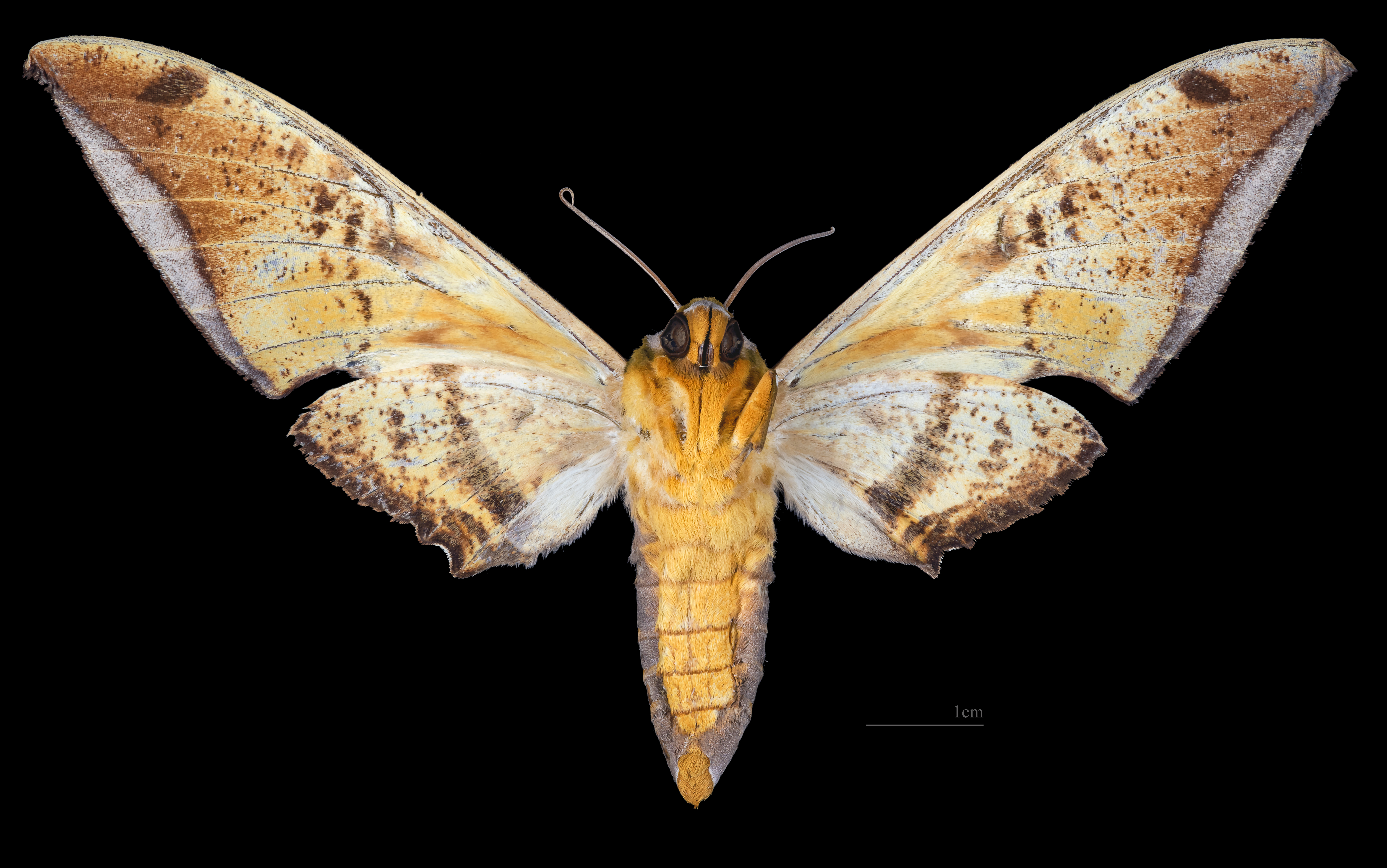
Ambulyx sericeipennis joiceyi femelle, revers

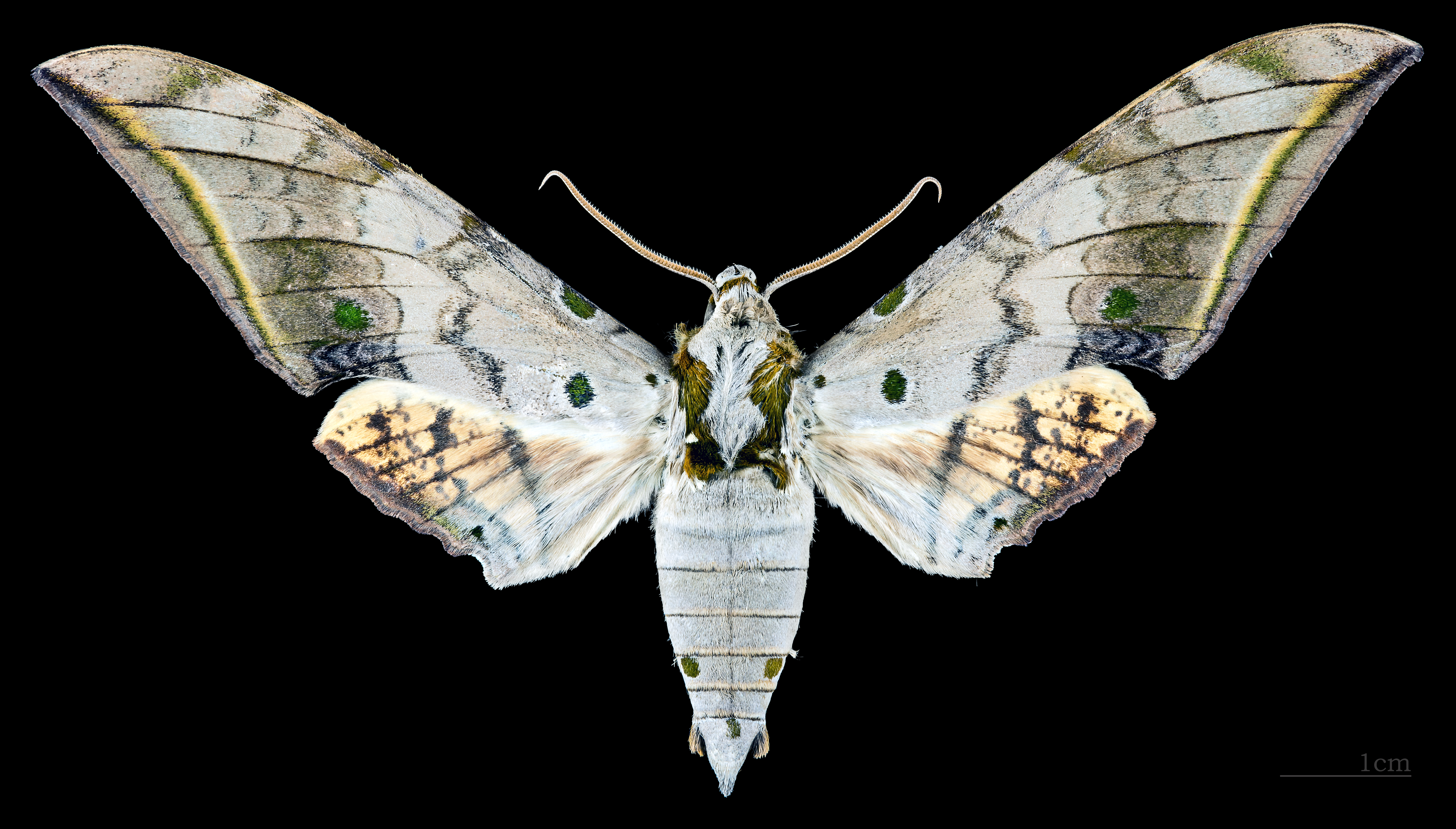
Ambulyx sericeipennis okurai mâle, avers
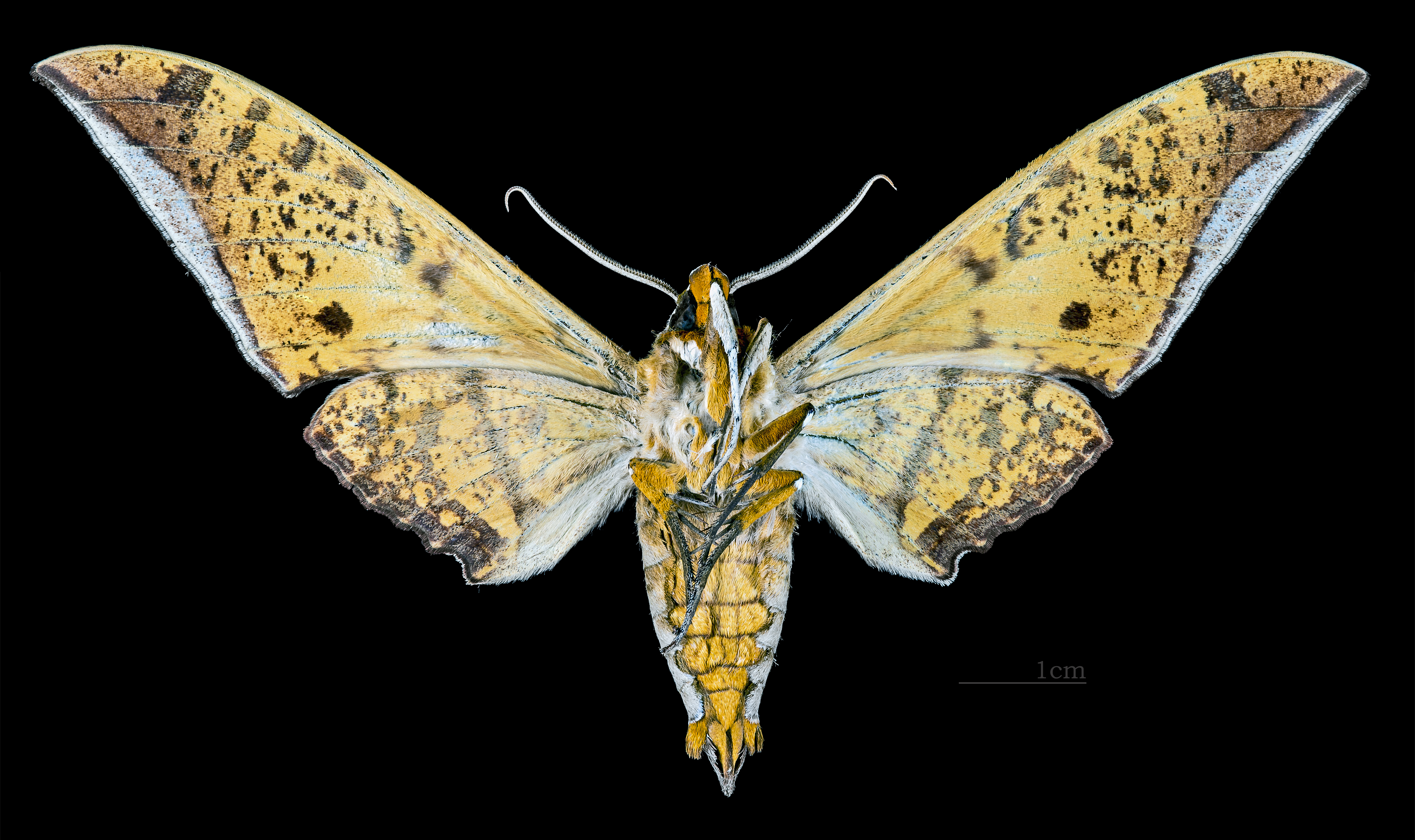
Ambulyx sericeipennis okurai mâle revers